# Phlebotomus papuensis
Phlebotomus papuensis — вид двокрилих комах родини Метелівкові (Psychodidae). Інколи цей вид видносять у підрід Australophlebotomus. Зустрічаєнься лише на острові Нова Гвінея.